# Synapses
Synapses ist ein französischer Zeichentrick-Kurzfilm von René Manzor aus dem Jahr 1981.

## Handlung
Ein heruntergekommener Clochard findet in der Wüste einen Elektrischen Stuhl. Er baut davor eine Mauer. In dieser Mauer entsteht eine Tür und ein Schattenbild einer Frau. Der Mann wird selbst zum Schattenbild und geht hindurch.

## Hintergrund
Snapses ist das Debütwerk von René Manzor. Als Animator beteiligte sich auch Christian Lignan an dem Film.
Mit dem Film nahm er am Festival international du jeune cinéma de Hyères teil und gewann dort den Grand Prix. Der Film wurde später auf der DVD-/Blu-Ray-Neuveröffentlichung von Deadly Games erneut veröffentlicht.